# Rhodometra minervae
Rhodometra minervae là một loài bướm đêm trong họ Geometridae.